# خانه مردم
خانهٔ مردم (به سوئدی: Folkhemmet) یک ایدئولوژی سیاسی است که در تاریخ معاصر سوئد و حزب سوسیال دمکرات این کشور اثرگذار بوده‌است. از این واژه گهگاه برای اشاره به دورهٔ بین سال‌های ۱۹۳۲ تا ۱۹۷۶ و راه میانه‌ای بین سرمایه‌داری و سوسیالیسم و مفهوم دولت رفاه استفاده می‌شود. اساس این ایدئولوژی بر این پایه است که تمام افراد جامعه عضوی از یک خانواده‌اند و برای پیشرفت خانواده تلاش کرده و در عین حال از یکدیگر مراقبت می‌کنند. موفقیت حزب سوسیال دموکرات در دورهٔ پس از جنگ جهانی دوم و ایجاد بیمه‌های اجتماعی مختلف به‌دلیل انجام اصلاحات گسترده در کشور بر اساس این ایدئولوژی است.

## پیشینه

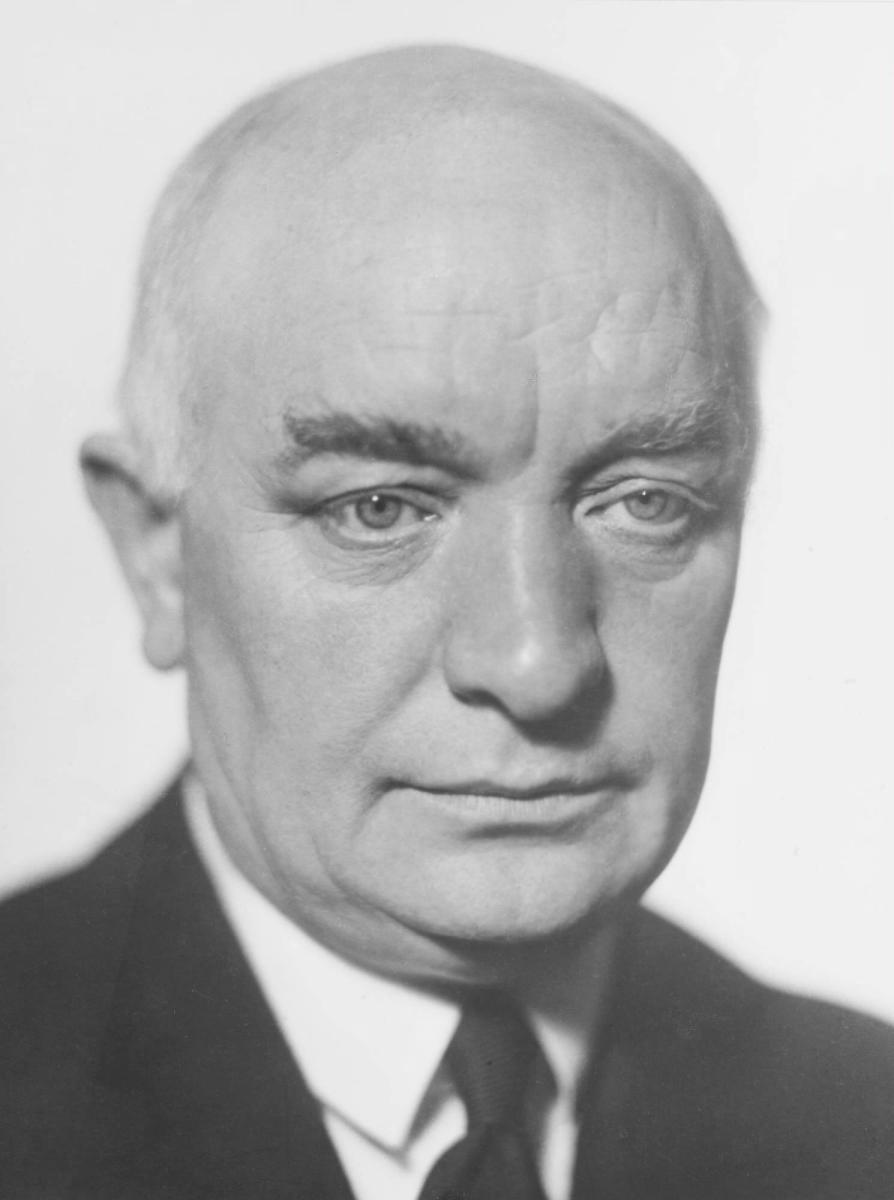
پر آلبین هانسون

واژهٔ خانهٔ مردم برای اولین بار در دههٔ ۱۸۹۰ میلادی وارد زبان سوئدی شد و ترجمه‌ای مستقیم از واژه Volksheim در زبان آلمانی است. در ابتدا این واژه نام ساختمان‌هایی بود که مردم عادی در این مراکز به کتاب‌های ادبی دسترسی داشته و در مجالس بحث فلسفی شرکت می‌کردند و هیچ‌گونه معنای سیاسی نداشت. افرادی که به «خانهٔ مردم» رفت‌وآمد داشتند، جزو طبقه فقیر و طبقه کارگر بودند. در آن دوره، مشکلات اجتماعی زیادی در سوئد وجود داشت و مباحثی در حوزه‌های جامعه، کشور، اختلاف طبقاتی و دولت در خانهٔ مردم شکل می‌گرفت. اولین بار واژهٔ خانهٔ مردم توسط رودولف شلین، سیاستمدار راست‌گرا در حوزه سیاست به کار گرفته‌شد اما مفهوم سیاسی خاصی در پس این واژه وجود نداشت.
در ۱۸ ژانویه ۱۹۲۸، پر آلبین هانسون رهبر وقت حزب سوسیال دموکرات از واژهٔ خانهٔ مردم در یک سخنرانی در پارلمان سوئد استفاده کرد و از آن پس، واژهٔ خانهٔ مردم با تصویر ایدئال جامعه سوئد مترادف شده و سخنرانی هانسون «سخنرانی خانهٔ مردم(به سوئدی: Folkhemstalet)» نام گرفت. آلبین در بخشی از سخنرانی خود به این جامعه اشاره کرد:
حس امنیت بقا که با اطمینان‌یافتن از دریافت کمک هنگام بیکاری، بیماری، حوادث یا سالخوردگی تضمین می‌شود، اشخاص را نسبت به شهروندی خود مطمئن‌تر کرده و ارتباط شخص را با دیگران تقویت می‌کند. این حسِ حضور در خانه، خصیصه اصلی یک دموکراسی خوب است.
در خانهٔ خوب، کسی برتر یا بدتر از دیگری نیست. هیچ‌کس فرزند موردعلاقه نبوده و هیچ‌کسی هم فرزندخوانده نیست. در آن‌جا کسی به دیدهٔ تحقیر به دیگران نمی‌نگرد. هیچ‌کس از بقیه سوءاستفاده نمی‌کند. قدرت‌مندان ضعیفان را پس نمی‌زنند. در خانهٔ خوب، مساوات، مراقبت، همکاری و مفید بودن وجود دارد. — پر آلبین هانسون، 

## ساخت‌وساز و معماری

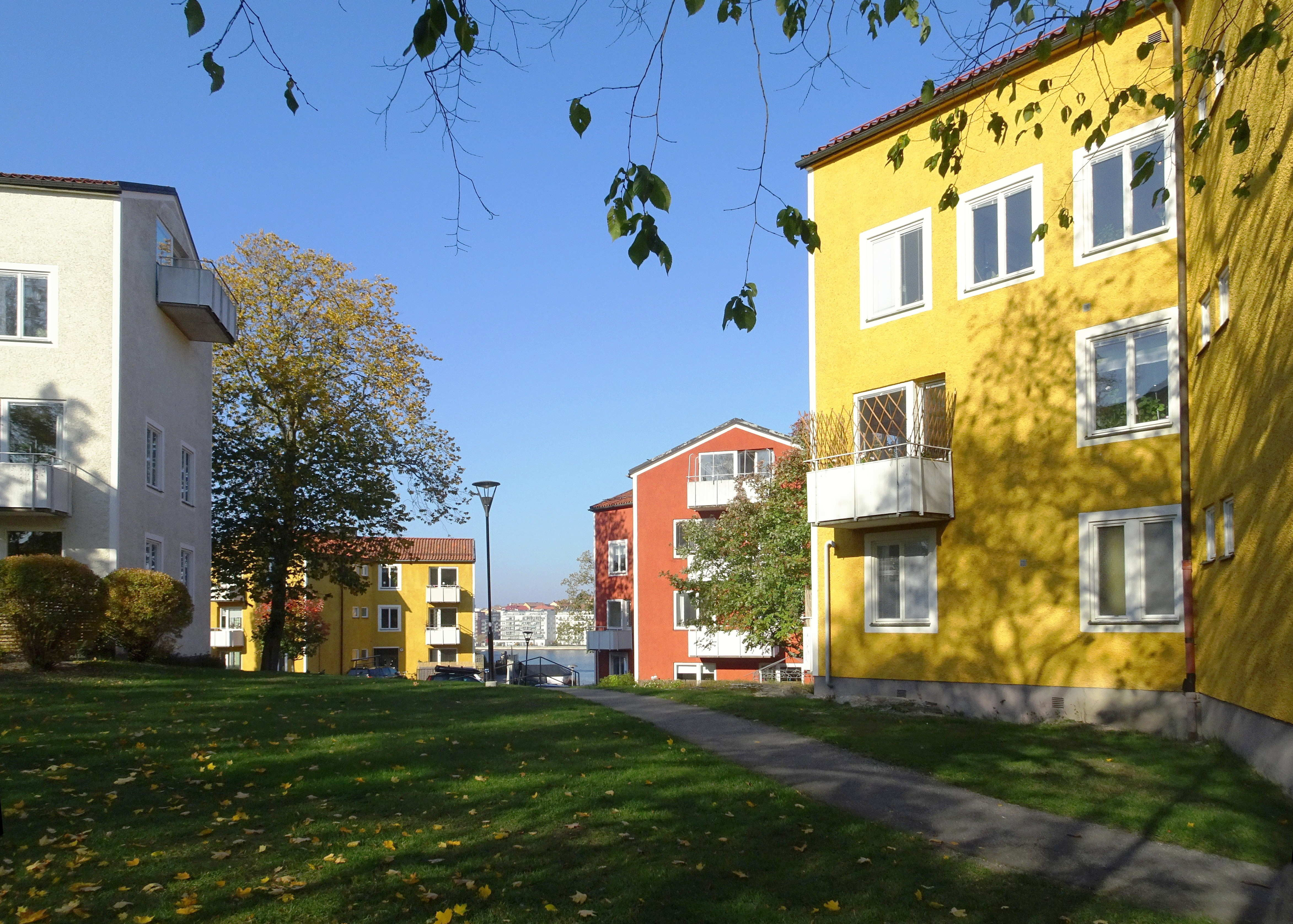
یک ساختمان متعلق به دورهٔ «معماری خانهٔ مردم» در استکهلم

ایدئولوژی خانهٔ مردم پایه‌گذار مفهومی به نام «معماری و ساخت‌وساز خانهٔ مردم» شد. در طی سال‌های ۱۹۴۵ تا ۱۹۶۰ میلادی که دورهٔ «معماری خانهٔ مردم» نام گرفته‌است، ۹۰۰٬۰۰۰ خانه در سوئد ساخته شد. در این دوره مهاجرت مردم از روستاها به مناطق شهری شدت گرفت و به دلیل کمبود خانه، مردم در خانه‌هایی کوچک با شرایط زندگی نامناسب زندگی می‌کردند. این مسئله با اصل «همه باید خوب زندگی کنند» در ایدئولوژی خانهٔ مردم در تضاد بود؛ بنابراین سیاست دولت این شد که خانواده‌ها باید در خانه‌هایی با حداقل دو اتاق با آشپزخانه مستقل زندگی کنند. این سیاست موجب ساخت‌وسازهای گسترده در شهرهای سوئد شد.

## اقتباس‌ها
برخی سیاست‌مداران کوشیده‌اند ایدئولوژی‌های جدیدی بر اساس خانهٔ مردم بنا نهند. یوران پرشون در سال ۲۰۰۴ تلاش کرد که مفهوم «خانهٔ سبز مردم» به‌وسیله توسعه پایا را به فضای سیاسی سوئد اضافه کند اما موفق نشد. دموکرات‌های سوئد که حزبی راست‌گرا است، با اشاره به این موضوع که اولین بار و قبل از سخنرانی هانسون، خانهٔ مردم توسط راستگرایانی مانند رودولف شلین استفاده شد، می‌کوشند این مفهوم را از سوسیال دمکرات‌ها «بازپس» گیرند. با این حال، در صورت بازپس‌گیری این مفهوم با توجه به گرایش ضد مهاجرتی دموکرات‌ها، مشخص نیست اصل مساوات ایدئولوژی خانهٔ مردم چگونه در قبال افراد با پیشینهٔ مهاجر اعمال خواهد شد.

## چالش‌ها

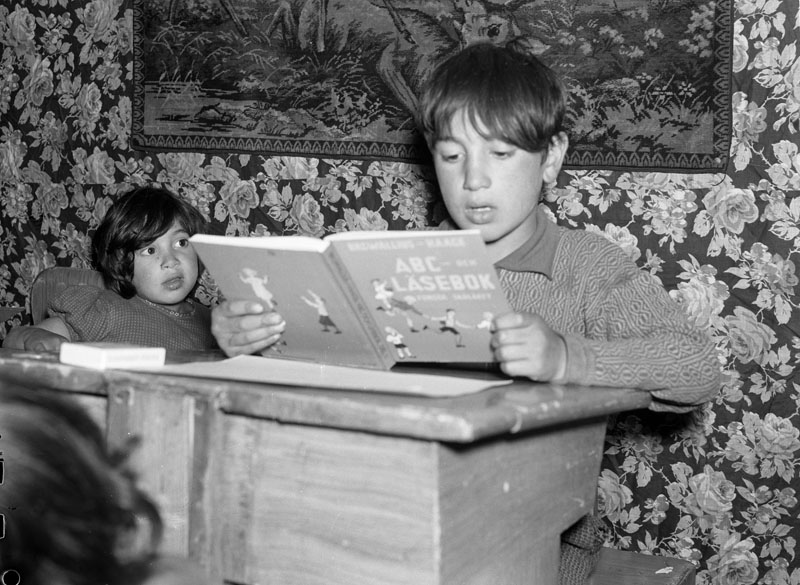
دانش‌آموز کولی در حال مطالعه در اولین مدرسه مخصوص کولی‌ها در استکهلم

با این که مساوات یکی از اصول خانهٔ مردم است، اما در عمل تمامی افراد جامعه مشمول امتیازهای برآمده از این ایدئولوژی نشدند. کولی‌ها از انتهای قرن ۱۹ میلادی شهروند سوئد محسوب شده و پیوند عمیقی با جامعهٔ سوئد داشتند؛ اما به‌طور کامل عضو خانهٔ مردم نبودند. حق رای، امکانات آموزشی، مسکن رایگان، سهولت دسترسی به امکانات بهداشتی و درمانی از جمله مواردی بود که کولی‌ها محروم از آن بودند.
اجباری برای به مدرسه رفتن کودکان کولی تا قبل از سال ۱۹۵۹ به‌دلیل نداشتن آدرس ثابت وجود نداشت. گهگاه در تابستان‌ها یک معلم با هزینهٔ والدین کودکان به محل اقامت کولی‌ها می‌رفت و به کودکان درس می‌داد. کودکان کولی واکسینه نمی‌شدند و اغلب زنان به روش سنتی وضع حمل می‌کرند. در سال ۱۹۵۹ و با تلاش فعالان اجتماعی، حق مسکن رایگان و حق رای به کولی‌ها اختصاص داده‌شد و اکثریت آن‌ها یک‌جانشین شدند.

## در فرهنگ عامه
- مگنوس اوگلا در سال ۱۹۸۳ میلادی قطعه‌ای با نام «به خانهٔ مردم خوش آمدید» منتشر کرد.[۱۳]